# Нютън (окръг, Тексас)
Вижте пояснителната страница за други значения на Нютън.
Окръг Нютън (на английски: Newton County) е окръг в щата Тексас, Съединени американски щати. Площта му е 2435 km², а населението - 15 072 души (2000). Административен център е град Нютън.